# Indirana gundia
Espèce
Synonymes
- Ranixalus gundia Dubois, 1986

Statut de conservation UICN

 CR B1ab(iii) : 
En danger critique
Indirana gundia est une espèce d'amphibiens de la famille des Ranixalidae.

## Répartition et habitat
Cette espèce est endémique de l'Inde. Elle se rencontre :
- dans l'État du Karnataka dans une zone de taille réduite (inférieure à 100 km2) dans un lieu nommé « Gundia, forêt de Kempholey », à une altitude de 200 m dans les Ghâts occidentaux ;
- dans le Nord du Kerala.

Cette espèce est terrestre, elle vit dans la forêt tropicale humide.

## Étymologie
Son nom d'espèce, gundia, lui a été donné en référence au lieu de sa découverte, un lieu nommé « Gundia, forêt de Kempholey ».

## Publication originale
- Dubois, 1986 "1985" : Diagnose préliminaire d’un nouveau genre de Ranoidea (Amphibiens, Anoures) du sud de l’Inde. Alytes, vol. 4, no 3, p. 113-118.